# Oliver Lücke
Oliver Lücke (* 30. dubna 1964) je bývalý německý sportovní šermíř, který se specializoval na šerm kordem. Německo reprezentoval na přelomu tisíciletí. V roce 2001 skončil třetí na mistrovství světa v soutěži jednotlivců.